# フランス君主一覧

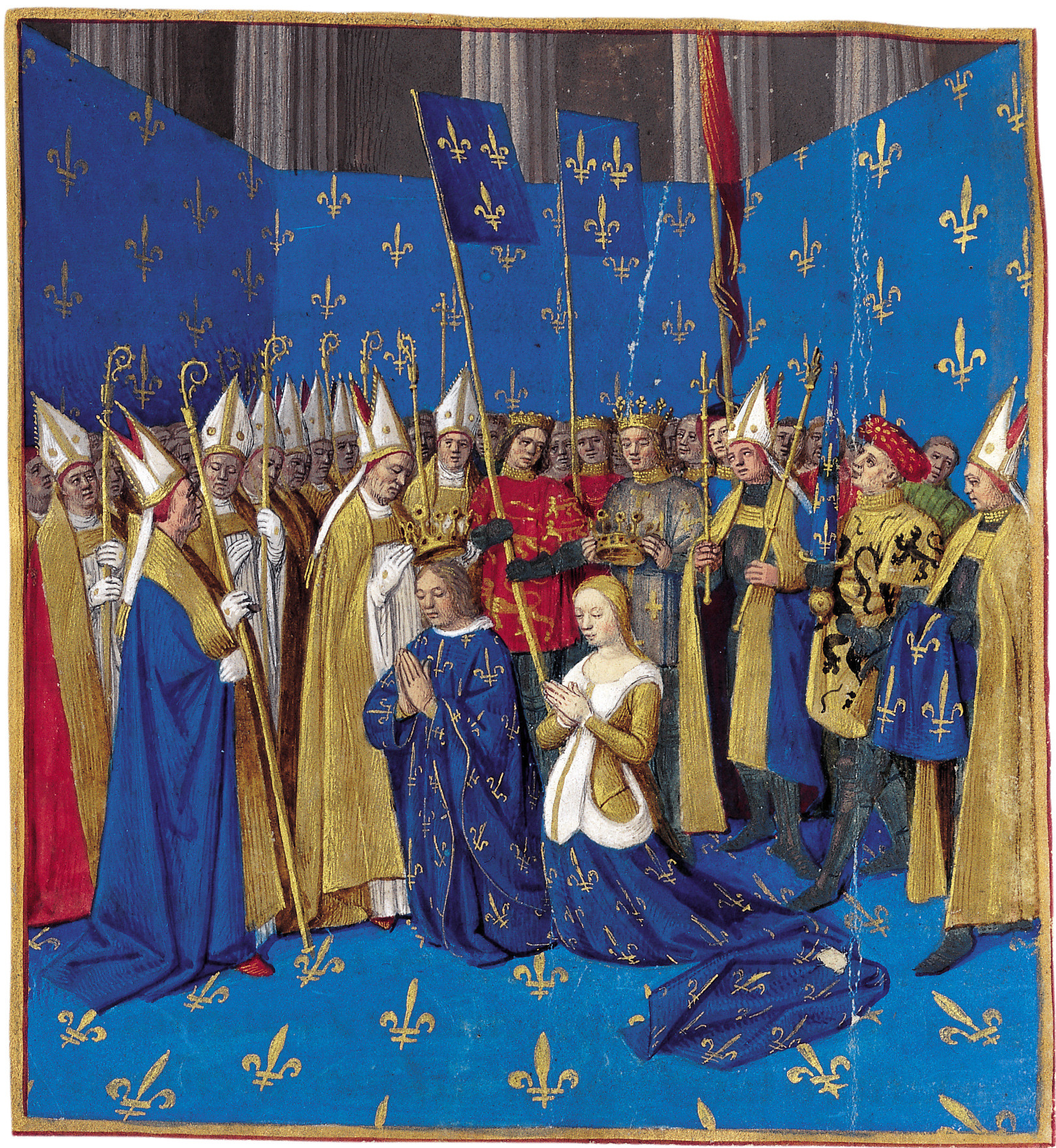
1223年、ランスで行われたルイ8世とブランシュ・ド・カスティーユの戴冠式。1450年代に描かれたフランス大年代記 (Grandes Chroniques de France) のミニアチュールより（フランス国立図書館所蔵）

フランス君主一覧では、君主制時代のフランスの君主の一覧を示す。

## 概説
フランスでは中世より1870年まで君主が支配した。フランスの支配者は主に王を名乗り、後にボナパルト朝では皇帝を名乗った。「フランス」の成立時期には複数の見解が存在する。もっとも早くに遡ろうとするならば、486年、クローヴィス1世によってローマ帝国のガリアにおける軍司令官シアグリウスが倒され、 メロヴィング朝フランク王国が成立した時となるだろう。フランク王国は8世紀に分裂する。ヴェルダン条約により、843年西フランク王国が成立する。西フランク王国の支配域が、おおよそ今日のフランスへと展開していくこととなる。
この観点から、この表は843年、西フランク王国のシャルル2世即位より開始している。それ以前のフランクの君主についてはフランク王の一覧を参照。
以下の表に掲載した以外に、1340年から1360年および1369年から1801年にかけては、イングランド王およびグレートブリテン王もフランス王の称号を自称した。ごく短い期間ではあるが、この称号が実際に一定の根拠を持っていた時期もある。すなわち、1420年のトロワ条約によりシャルル6世はその義子イングランド王ヘンリー5世を摂政および継承者として認めたのである。ヘンリー5世がシャルル6世に先立ったため、ヘンリー5世の子ヘンリー6世は祖父シャルル6世からフランス王の称号を継承した。北フランスの大部分は1435年までイングランドの支配下にあったが、1453年までにイングランドはカレー（およびチャンネル諸島）を除いたフランス全土から敗退し、カレーも1558年にフランスの手に落ちた。しかしながらイングランド王、のちグレートブリテン王は1801年のグレートブリテンおよびアイルランド連合王国成立までフランス王を自称し続けた。1337年から1422年の間にも、断続的に複数のイングランド王がフランス王を自称している。
君主号としては、フィリップ4世までは「フランクの王」（ラテン語: Rex Francorum）が用いられた。ナバラ王国の王位を兼ねたカペー朝末期（フィリップ4世以降）およびブルボン朝歴代の国王は「フランスとナバラの王」（roi de France et de Navarre）を称した。1791年憲法が効力を有した短い期間（1791年から1792年）および1830年の7月革命後には「フランスの王」（roi de France）ではなく「フランス人の王」（roi des Français）が用いられた。ボナパルト家の君主ナポレオン1世、2世、3世は「フランス人の皇帝」（empereur des Français）を使用した。
「フランス」の名はゲルマンの一部族であるフランク人に由来する。メロヴィング朝は伝説上の人物とされる部族長ファラモンに遡るが、実際に最初の王となったのはクローヴィス1世である。その死後、王国は息子たちの間でネウストリア 、パリ、ブルグントおよびアウストラシアに分割される。その後も分裂とメロヴィング朝の王たちの間での闘争が続いた。
やがてメロヴィング朝はカロリング朝に取って代わられる。カロリング家は始めアウストラシアの宮宰であったが、徐々に統合を進め、クロヴィス以来のフランク王国全土統合を成し遂げた。ピピン3世が王として即位することでメロヴィング朝は完全に終わる。小ピピンの子シャルルマーニュの広大な支配域は、ルイ1世により分割される。ルイ敬虔王の子ロタール1世の治世下、843年にフランク王国は東フランク王国、ロタリンギア、西フランク王国へと分割された。シャルル2世は西フランク王国の最初の王である。

## カロリング朝（843年 - 987年）
ウード、ロベール1世、ラウールはカロリング家ではなく、対立するロベール家の王である。カペー朝を興したユーグ・カペーはロベール1世の孫である。
| 肖像                     | 名                                     | 在位期間      | 在位期間      | 先代との関係                                                 |
| ------------------------ | -------------------------------------- | ------------- | ------------- | ------------------------------------------------------------ |
|                          | シャルル2世 (Charles II)               | 843年         | 877年10月6日  | • シャルル1世（大帝）の孫、ルイ1世の子                       |
|                          | ルイ2世 (Louis II)                     | 877年10月6日  | 879年4月10日  | • シャルル2世の子                                            |
|                          | ルイ3世 (Louis III)                    | 879年4月10日  | 882年8月5日   | • ルイ2世の子                                                |
| カルロマン (Carloman II) | 879年4月10日                           | 884年12月6日  | • ルイ2世の子 |                                                              |
|                          | カール3世 （肥満王） (Charles le Gros) | 885年         | 888年1月13日  | • ルイ1世の孫、東フランク国王ルートヴィヒ２世の子            |
|                          | ウード (Eudes)                         | 888年2月29日  | 898年1月1日   | • ロベール豪胆公の子                                         |
|                          | シャルル3世 (Charles III)              | 898年1月1日   | 922年6月30日  | • ルイ2世の没後に生まれた子 • ルイ3世・カロルマン2世の異母弟 |
|                          | ロベール1世 (Robert I)                 | 922年6月30日  | 923年6月15日  | • ロベール豪胆公の子 • ウードの弟                            |
|                          | ラウール (Raoul)                       | 923年7月13日  | 936年1月14日  | • ロベール1世の義子                                          |
|                          | ルイ4世 (Louis IV)                     | 936年6月19日  | 954年9月10日  | • シャルル3世の子                                            |
|                          | ロテール (Lothaire)                    | 954年11月12日 | 986年3月2日   | • ルイ4世の子                                                |
|                          | ルイ5世 (Louis V)                      | 986年6月8日   | 987年5月22日  | • ロテールの子                                               |

## カペー朝（987年 - 1328年）
ユーグ・カペーの嫡流であるカペー朝は987年より1792年まで、そして1814年より1848年までフランスを支配した。ただし、1328年以降は一般的にヴァロワ朝およびブルボン朝として個別の名で呼ばれる。
| 肖像 | 名                            | 在位期間       | 在位期間       | 先代との関係                                      |
| ---- | ----------------------------- | -------------- | -------------- | ------------------------------------------------- |
|      | ユーグ・カペー (Hugues Capet) | 987年7月3日    | 996年10月24日  | • ロベール1世の孫                                 |
|      | ロベール2世 (Robert II)       | 996年10月24日  | 1031年7月20日  | • ユーグ・カペーの子                              |
|      | アンリ1世 (Henri I)           | 1031年7月20日  | 1060年8月4日   | • ロベール2世の子                                 |
|      | フィリップ1世 (Philippe I)    | 1060年8月4日   | 1108年7月29日  | • アンリ1世の子                                   |
|      | ルイ6世 (Louis VI)            | 1108年7月29日  | 1137年8月1日   | • フィリップ1世の子                               |
|      | ルイ7世 (Louis VII)           | 1137年8月1日   | 1180年9月18日  | • ルイ6世の子                                     |
|      | フィリップ2世 (Philippe II)   | 1180年9月18日  | 1223年7月14日  | • ルイ7世の子                                     |
|      | ルイ8世 (Louis VIII)          | 1223年7月14日  | 1226年11月8日  | • フィリップ2世の子                               |
|      | ルイ9世 (Louis IX)            | 1226年11月8日  | 1270年8月25日  | • ルイ8世の子                                     |
|      | フィリップ3世 (Philippe III)  | 1270年8月25日  | 1285年10月5日  | • ルイ9世の子                                     |
|      | フィリップ4世 (Philippe IV)   | 1285年10月5日  | 1314年11月29日 | • フィリップ3世の子                               |
|      | ルイ10世 (Louis X)            | 1314年11月29日 | 1316年6月5日   | • フィリップ4世の子                               |
|      | ジャン1世 (Jean I)            | 1316年11月15日 | 1316年11月20日 | • ルイ10世の子                                    |
|      | フィリップ5世 (Philippe V)    | 1316年11月20日 | 1322年1月3日   | • フィリップ4世の子 • ルイ10世の弟                |
|      | シャルル4世 (Charles IV)      | 1322年1月3日   | 1328年2月1日   | • フィリップ4世の子 • ルイ10世・フィリップ5世の弟 |

上の表には含まれていないが、ロベール2世の長男ユーグ・マニュス、またルイ6世の長男フィリップは、それぞれ父と共同統治を行った。これはカペー朝初期の慣習として、王が生前に後継者を戴冠し、共同統治王として権力を共有したものの、それぞれ父王に先立ったためである。ユーグ、フィリップともに単独、または年長の王とならなかったため、伝統的にフランスの王には含めず、したがって代数を付さない。

## ヴァロワ朝（1328年 - 1589年）

### ヴァロワ家（1328年 - 1498年）
| 肖像 | 名                          | 在位期間       | 在位期間       | 先代との関係        |
| ---- | --------------------------- | -------------- | -------------- | ------------------- |
|      | フィリップ6世 (Philippe VI) | 1328年2月1日   | 1350年8月22日  | • フィリップ3世の孫 |
|      | ジャン2世 (Jean II)         | 1350年8月22日  | 1364年4月8日   | • フィリップ6世の子 |
|      | シャルル5世 (Charles V)     | 1364年4月8日   | 1380年9月16日  | • ジャン2世の子     |
|      | シャルル6世 (Charles VI)    | 1380年9月16日  | 1422年10月21日 | • シャルル5世の子   |
|      | シャルル7世 (Charles VII)   | 1422年10月21日 | 1461年7月22日  | • シャルル6世の子   |
|      | ルイ11世 (Louis XI)         | 1461年7月22日  | 1483年8月30日  | • シャルル7世の子   |
|      | シャルル8世 (Charles VIII)  | 1483年8月30日  | 1498年4月7日   | • ルイ11世の子      |

### ランカスター家（1422年 - 1453年）
プランタジネット家のフランス支配権の主張に基づき、1422年からフランス北部の大部分はランカスター家のイングランド王ヘンリー6世の支配下にあったが、ロワール川以南の多くはシャルル7世が支配していた。1429年にランスでの戴冠後、シャルルは次第に支配域を拡大し、1453年までにヘンリーはカレーを除きフランスの領土の全て失い、百年戦争が終結した。
| 肖像 | 名                               | 在位期間       | 在位期間       | 先代との関係                              |
| ---- | -------------------------------- | -------------- | -------------- | ----------------------------------------- |
|      | ヘンリー6世 （イングランド国王） | 1422年10月21日 | 1453年10月19日 | • シャルル6世の孫、トロワ条約に基づく継承 |

### ヴァロワ＝オルレアン家（1498年 - 1515年）
| 肖像 | 名                   | 在位期間     | 在位期間     | 先代との関係 |
| ---- | -------------------- | ------------ | ------------ | --- |
|      | ルイ12世 (Louis XII) | 1498年4月7日 | 1515年1月1日 | • シャルル5世の曾孫 • ルイ11世の再従弟であり、最初の結婚により義子 • 2度目の結婚によりシャルル8世王妃アンヌの夫 |

### ヴァロワ＝アングレーム家（1515年 - 1589年）
| 肖像 | 名                          | 在位期間      | 在位期間      | 先代との関係                                                     |
| ---- | --------------------------- | ------------- | ------------- | ---------------------------------------------------------------- |
|      | フランソワ1世 (François I)  | 1515年1月1日  | 1547年3月31日 | • シャルル5世の玄孫 • ルイ12世の従甥であり、最初の結婚により義子 |
|      | アンリ2世 (Henri II)        | 1547年3月31日 | 1559年7月10日 | • フランソワ1世の子                                              |
|      | フランソワ2世 (François II) | 1559年7月10日 | 1560年12月5日 | • アンリ2世の子                                                  |
|      | シャルル9世 (Charles IX)    | 1560年12月5日 | 1574年5月30日 | • アンリ2世の子 • フランソワ2世の弟                              |
|      | アンリ3世 (Henri III)       | 1574年5月30日 | 1589年8月2日  | • アンリ2世の子 • フランソワ2世・シャルル9世の弟                 |

## ブルボン朝（1589年 - 1792年）
| 肖像 | 名                    | 在位期間      | 在位期間      | 先代との関係 |
| ---- | --------------------- | ------------- | ------------- | --- |
|      | アンリ4世 (Henri IV)  | 1589年8月2日  | 1610年5月14日 | • ルイ9世の男系10世孫 • フランソワ1世の姪の子 • フランソワ2世・シャルル9世・アンリ3世の再従兄弟であり、最初の結婚により義兄弟 |
|      | ルイ13世 (Louis XIII) | 1610年5月14日 | 1643年5月14日 | • アンリ4世の子 |
|      | ルイ14世 (Louis XIV)  | 1643年5月14日 | 1715年9月1日  | • ルイ13世の子 |
|      | ルイ15世 (Louis XV)   | 1715年9月1日  | 1774年5月10日 | • ルイ14世の曾孫 |
|      | ルイ16世 (Louis XVI)  | 1774年5月10日 | 1792年8月10日 | • ルイ15世の孫 |

ルイ16世の子であるルイ＝シャルルは、1793年1月21日より1795年6月8日まで名目のみであるがフランス王ルイ17世であった。しかし、実際にはこの期間にわたり幽閉されており、権力は共和国の指導者たちにあった。ルイ17世の没後、その叔父（ルイ16世の弟）ルイ＝スタニスラスがルイ18世として王位を主張したが、法的にフランス王となったのは、1814年の王政復古によってである。

## 第一共和政（1792年 - 1804年）
1792年よりフランスは第一共和政に移行したが、1804年にナポレオン・ボナパルトがフランス皇帝として即位した。

## ボナパルト朝・第一帝政（1804年 - 1814年）
| 肖像 | 名                         | 在位期間      | 在位期間      | 先代との関係 |
| ---- | -------------------------- | ------------- | ------------- | ------------ |
|      | ナポレオン1世 (Napoléon I) | 1804年5月18日 | 1814年4月11日 |              |

## 復古ブルボン朝（1814年）
| 肖像 | 名                       | 在位期間     | 在位期間      | 先代との関係                  |
| ---- | ------------------------ | ------------ | ------------- | ----------------------------- |
|      | ルイ18世 （Louis XVIII） | 1814年5月2日 | 1815年3月13日 | • ルイ15世の孫 • ルイ16世の弟 |

## ボナパルト朝・第一帝政再興（百日天下、1815年）
| 肖像 | 名                         | 在位期間      | 在位期間      | 先代との関係 |
| ---- | -------------------------- | ------------- | ------------- | ------------ |
|      | ナポレオン1世 (Napoléon I) | 1815年3月20日 | 1815年6月22日 |              |

1815年6月22日から7月7日の間、ボナパルティストはナポレオン1世の子ナポレオン2世を正統な帝位継承者と見なした。しかしナポレオン2世はまだ幼く、オーストリアの母の下で育てられており、その統治は一切実体を伴わないものであった。7月7日、ルイ18世が再び王となった。

## 復古ブルボン朝（1815年 - 1830年）
| 肖像 | 名                         | 在位期間      | 在位期間      | 先代との関係                                 |
| ---- | -------------------------- | ------------- | ------------- | -------------------------------------------- |
|      | ルイ18世 （Louis XVIII）   | 1815年7月7日  | 1824年9月16日 |                                              |
|      | シャルル10世 （Charles X） | 1824年9月16日 | 1830年8月2日  | • ルイ15世の孫 • ルイ16世の弟 • ルイ18世の弟 |

シャルル10世の長男かつ後継者の王太子ルイ＝アントワーヌを、法的にフランス王であったと認めて、ルイ19世とする場合もある。シャルル10世の退位の署名からルイ19世の退位の署名までの間は20分間であった。
君主制主義者は、シャルル10世の孫アンリ・ダルトワを1830年8月2日から8月9日の間正式にフランス王であったと認め、アンリ5世とする。ただし、これは革命のどさくさに生じたものであり、支配は基本的に実体を伴っていないため、フランスの国によって認められたことはない。このため公的なフランス君主には通常含めない。

## オルレアン朝（七月王政、1830年 - 1848年）
| 肖像 | 名                                     | 在位期間     | 在位期間      | 先代との関係                                                              |
| ---- | -------------------------------------- | ------------ | ------------- | ------------------------------------------------------------------------- |
|      | ルイ＝フィリップ1世 (Louis Philippe I) | 1830年8月9日 | 1848年2月24日 | • ルイ13世の男系6世孫 • ルイ16世・ルイ18世・シャルル10世と5代前が兄弟同士 |

## 第二共和政（1848年 - 1852年）
1848年から1852年は第二共和政であり、1852年に大統領ルイ＝ナポレオン・ボナパルトはフランス皇帝に即位した。

## ボナパルト朝・第二帝政（1852年 - 1870年）
| 肖像 | 名                           | 在位期間      | 在位期間     | 先代との関係        |
| ---- | ---------------------------- | ------------- | ------------ | ------------------- |
|      | ナポレオン3世 (Napoléon III) | 1852年12月2日 | 1870年9月4日 | • ナポレオン1世の甥 |

## 国防政府（パリ・コミューン、1870年 - 1871年）
この時期は、ナポレオン3世がプロイセン軍に捕らえられ、第二帝政が崩壊してからルイ・ジュール・トロシュ将軍による第三共和政の設立までの過渡期にあたる。

## 王位請求者
これまでに、君主の子孫にあたる複数の人々がフランスの正統君主として王位を請求し、フランス大統領の権限および他の王位請求者の正統性を否定している。これには以下の集団がある。
- レジティミスト - ブルボン家の子孫で、1830年以降の全元首を否定する。「連合主義者」（フュージョニスト）の一部は1883年以降のオルレアニスト王位請求者の王位を認めている。
- オルレアニスト - ルイ・フィリップの子孫で、1848年以降の全元首を否定する。
- ボナパルティスト - ナポレオン1世の弟の子孫で、1815年から1852年の間および1870年以降の全元首を否定する。
- ジャコバイト - イングランド王エドワード3世の子孫としてフランス王位を請求する（フランス王位は1800年の合同法成立に際してハノーヴァー朝のジョージ3世により放棄された）。スコットランドおよびアイルランドの王位も請求している。